# Azaspirodekandion
Azaspirodekandion je hemijsko jedinjenje sa formulom .
On je komponenta hemijske strukture niza azapironskih lekova.